# 足羽県
足羽県（あすわけん）は、1871年（明治4年）に越前国北部を管轄するために設置された県。現在の福井県嶺北の大半にあたる。本項では第1次府県統合から足羽県に改称されるまでの福井県（ふくいけん、第1次）についても述べる。

## 概要
第1次府県統合により越前国北部の5県が統合され、改めて福井県（第1次）が発足したが、わずか1ヶ月で福井が所属する郡名から足羽県に改称された。短期間での改称の理由として、宮武外骨は著書『府藩県制史』において、福井藩が越前松平家が支配する親藩であったために、県名として福井の名称を使うことが明治政府によって嫌われたためであるとしている。ただし、宮武説は学説として認められたものではない。
その後、わずか2年で敦賀県に合併、その後わずか3年で石川県に合併されるなど、1881年（明治14年）に現在の福井県となるまで紆余曲折を経た。なお、足羽県県令の村田氏寿は統合後の敦賀県で参事を務めている。

## 沿革
- 明治4年
  - 7月14日（1871年8月29日） - 廃藩置県によって福井藩が廃止され、福井県（第1次）となる。
  - 11月20日（1871年12月31日） - 第1次府県統合により越前国足羽郡・吉田郡・丹生郡・坂井郡・大野郡の区域をもって、改めて福井県（第1次）が発足。本保県および管轄区域内に藩庁が所在した丸岡県・勝山県・大野県が廃止。県庁を足羽郡福井佐佳枝上町（現在の福井市中央一丁目の西武福井店付近）の福井城川口御門に設置。
  - 12月20日（1872年1月29日） - 福井県（第1次）が改称して足羽県となる。
- 1873年（明治6年）1月14日 - 敦賀県に合併。同日足羽県廃止。

## 管轄地域
- 越前国
  - 坂井郡
  - 足羽郡
  - 吉田郡
  - 大野郡
  - 丹生郡

## 歴代知事

### 福井県（第1次）
- 明治4年11月20日（1871年12月31日） - 明治4年12月20日（1872年1月29日） ： 参事・村田氏寿（前福井県大参事、元福井藩士）

### 足羽県
- 明治4年12月20日（1872年1月29日） - 明治6年（1873年）1月14日 ： 県令・村田氏寿（前福井県参事）

| 先代 福井藩本保県・丸岡県・勝山県・大野県 | 行政区の変遷 1871年 - 1873年 （第1次福井県→足羽県） | 次代 敦賀県 |